# Корам
Кора́м (каз. Қорам) — село у складі Єнбекшиказахського району Алматинської області Казахстану. Адміністративний центр та єдиний населений пункт Корамський сільського округу.
У радянські часи село називалось «Сугур».
Населення — 6479 осіб (2021; 5979 у 2009, 5236 у 1999, 4672 у 1989).